# Denizli Çardak repülőtér
A Çardak repülőtér vagy Denizli Çardak repülőtér (IATA: DNZ, ICAO: LTAY) a törökországi Denizli tartományban lévő Çardak repülőtere. A kisvárostól 5 km-re délkeletre, a tartományfőváros Denizlitől 65 km-re keletre fekszik. Évente kb. 160 000 utasával a kisebb repülőterek közé tartozik az országban.
Innen közelíthető meg a legkönnyebben a világörökség részének számító Pamukkale és Hierapolisz.

## Légitársaságok és úticélok
| Légitársaság                            | Célállomások                   |
| --------------------------------------- | ------------------------------ |
| Pegasus Airlines                        | Istanbul-Sabiha Gökçen         |
| Turkish Airlines                        | Istanbul-Atatürk               |
| Turkish Airlines üzemeltető: AnadoluJet | Ankara, Istanbul-Sabiha Gökçen |

## Forgalmi statisztika
(*)Forrás: DHMI.gov.tr
Az utasforgalom az elmúlt években az alábbi módon változott:
| Utasok száma | 151 212 | 150 780 | 135 005 | 192 108 | 404 340 | 404 340 | 680 999 | 648 590 | 232 347 | 389 459 |
|              | 2007    | 2009    | 2010    | 2012    | 2014    | 2015    | 2017    | 2019    | 2020    | 2022    |